# Magee (Mississippi)
Magee è una città (city) degli Stati Uniti d'America, situata nella contea di Simpson, nello Stato del Mississippi.